# Ахенкирх
Ахенкирх (нем. Achenkirch) — коммуна (нем. Gemeinde) в Австрии, в федеральной земле Тироль.
Входит в состав округа Швац.  Площадь коммуны составляет 113,95 км², население — 2169 человек (1 января 2021), плотность населения — 19 чел./км². Официальный код  —  7 09 01.

## Население
| Год  | Численность |
| ---- | ----------- |
| 1869 | 932         |
| 1889 | 967         |
| 1890 | 1001        |
| 1900 | 1078        |
| 1910 | 1122        |
| 1923 | 1049        |
| 1934 | 1228        |
| 1939 | 1720        |
| 1951 | 1492        |
| 1961 | 1549        |
| 1971 | 1778        |
| 1981 | 1904        |
| 1991 | 1969        |
| 2001 | 2065        |
| 2011 | 2146        |
| 2021 | 2169        |

## Политическая ситуация
Бургомистр коммуны — Штефан Меснер (АНП) по результатам выборов 2004 года.
Совет представителей коммуны (нем. Gemeinderat) состоит из 15 мест.